# Киевский сельсовет (Новосибирская область)
Киевский сельсовет — сельское поселение в Татарском районе Новосибирской области Российской Федерации.
Административный центр — село Киевка.

## История
Статус и границы сельского поселения установлены Законом Новосибирской области от 2 июня 2004 года № 200-ОЗ «О статусе и границах муниципальных образований Новосибирской области»

## Население
| 2002 | 2010 | 2012 | 2013 | 2014 | 2015 | 2016 |
| ---- | ---- | ---- | ---- | ---- | ---- | ---- |
| 905  | ↘802 | ↘779 | ↗792 | ↗798 | ↘787 | ↘780 |
| 2017 | 2018 | 2019 | 2020 | 2021 |      |      |
| ↘771 | ↘754 | ↘752 | ↗758 | ↗762 |      |      |

## Состав сельского поселения
| № | Населённый пункт | Тип населённого пункта       | Население |
| - | ---------------- | ---------------------------- | --------- |
| 1 | Богдановка       | деревня                      | ↘112      |
| 2 | Киевка           | село, административный центр | ↘685      |
| 3 | Тарышта          | населённый пункт             | ↘5        |